# اکادمیجا، کاوناس
اکادمیجا، کاوناس (به لاتین: Akademija, Kaunas) یک منطقهٔ مسکونی در لیتوانی است که در Kaunas district municipality واقع شده‌است.

## خصوصیات
اکادمیجا ۴٬۲۱۳ نفر جمعیت دارد.